# 赤田2号墳

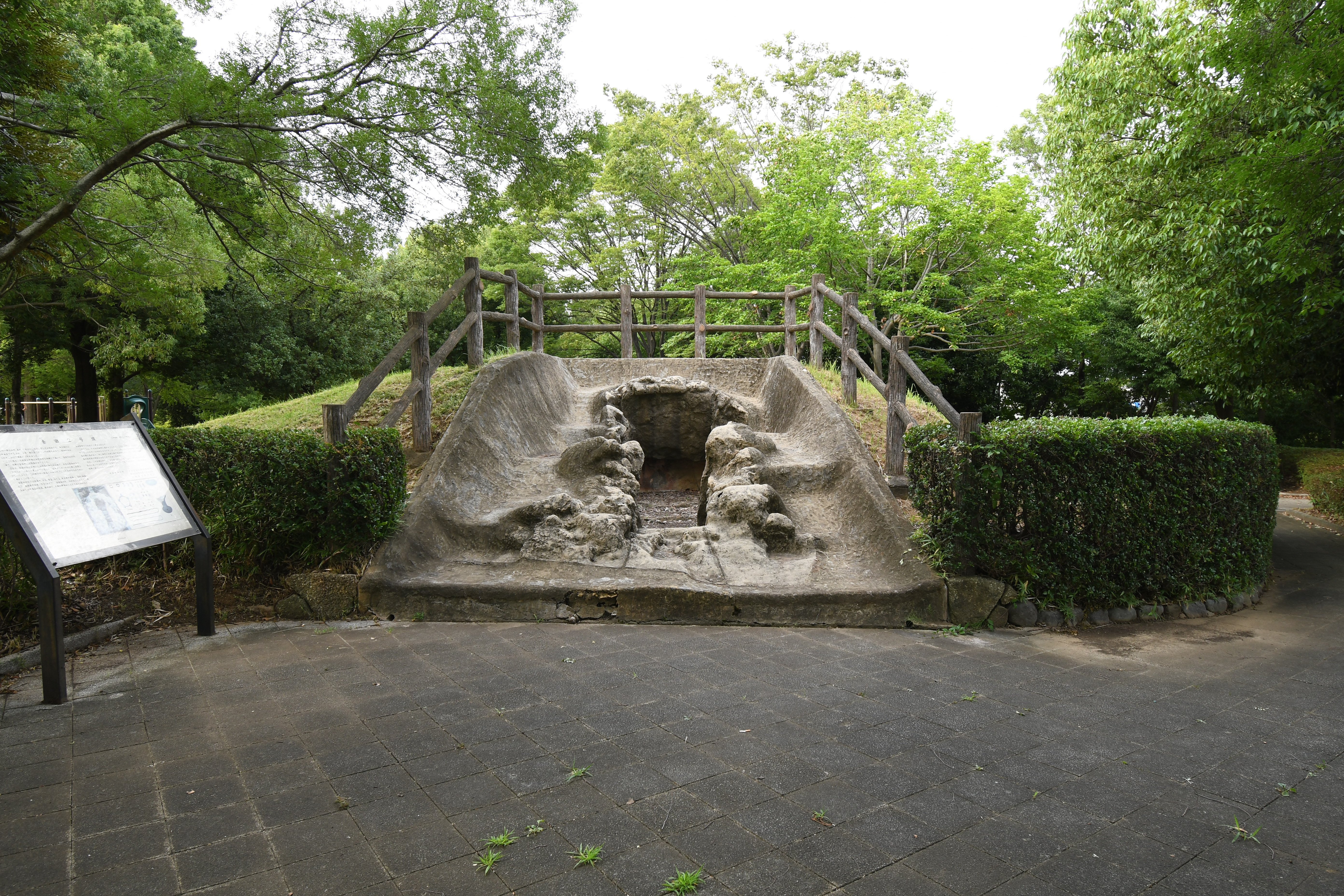
赤田2号墳 復元レプリカ

赤田2号墳（あかだ2ごうふん）は、かつて神奈川県横浜市青葉区あざみ野南（旧緑区荏田町赤田）に存在した赤田古墳群を構成した古墳の1つ。実寸大レプリカが東急田園都市線江田駅近くの赤田西公園内に設置されている（あざみ野南3丁目1-1）。

## 概要
かつて青葉区あざみ野南は、丘陵や谷戸、水田、雑木林の広がる自然の里山であり、古墳のほか縄文時代から江戸時代にいたる数多くの遺跡が存在した（赤田地区遺跡群と総称）。しかし1980年代後半に大都市開発で住宅地になり、跡形もなくなった。この開発に先んじて1985年（昭和60年）から1988年（昭和63年）まで、赤田地区遺跡群は大規模に発掘調査され、赤田古墳群もその一つだった。
赤田2号墳は、径20m・残存高2.8ｍの円墳。埋葬主体部は泥岩の切石を積み重ね、2部屋に区切られた両袖式横穴式石室で、床面には川原石が敷かれていた。ただし天井は崩落している。石室や周溝から、武器（鉄刀・鉄鏃）、玉類（管玉・勾玉・丸玉・小玉・切子玉）、耳環、須恵器、土師器・鈴釧（すずくしろ）が出土した。出土した遺物の年代から、西暦6世紀の後半の築造とわかった。
調査後、古墳群は丘陵ごと削り取られ消滅した。現地保存が叶わなかった赤田2号墳は、破壊前に横浜市教育委員会により墳丘と横穴式石室を型取りされ、ガラス繊維補強セメント（GRC）製の実寸大レプリカが造られた。そして赤田西公園の一角に設置された（あざみ野南3丁目1-1）。発掘された当時の状態を再現しているため横穴式石室の天井部分は開いた（壊れた）形である。案内板も設置されている。レプリカではあるが、かつての面影を今に伝えるものとなっている。ちなみに現実の2号墳は、本レプリカ設置地点から東に410m、北に310m離れた位置だったという。

### 引用文献
- 大川, 清、渡辺, 務『赤田地区遺跡群:横浜市緑区 集落編Ⅰ』日本窯業史研究所〈日本窯業史研究所報告第45冊〉、1994年3月。 NCID BN13854784。

- 横浜市歴史博物館「赤田古墳群」『横浜の古墳と副葬品』横浜市ふるさと歴史財団、2001年1月27日、32-36頁。 NCID BA52381705。

### 関連文献
- 大川, 清『赤田の古墳:横浜市緑区』日本窯業史研究所〈日本窯業史研究所報告第34冊〉、1990年2月。 NCID BN06130900。

- 渡辺, 務『赤田地区遺跡群:横浜市青葉区 集落編Ⅱ』日本窯業史研究所〈日本窯業史研究所報告第48冊〉、1994年3月。 NCID BN13854784。

- 坂本, 彰「荏田古墳群」『鶴見川流域の考古学: 最古の縄文土器やなぞの中世城館にいどむ』星雲社、2005年1月20日、104-106頁。ISBN 4434057227。 NCID BA71159599。